# Храм Николая Чудотворца на Берсеневке
Храм святи́теля Нико́лы на Берсе́невке (церковь Троицы Живоначальной) — единоверческий православный храм в районе Якиманка города Москвы. Относится к Москворецкому благочинию Московской епархии Русской православной церкви. Составляет архитектурный ансамбль с палатами Аверкия Кириллова.
Главный престол освящён в честь Святой Троицы, приделы — во имя Святителя Николая и во имя Феодосия Великого Киновиарха.

## История

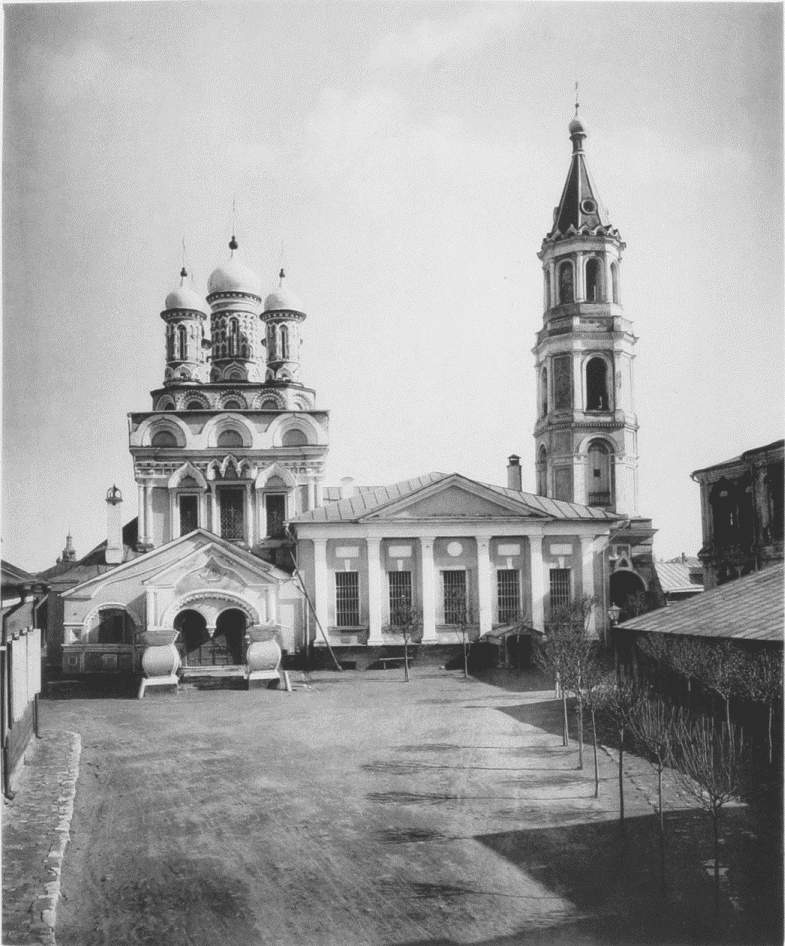
Фотография из альбома Николая Найдёнова. 1882 год

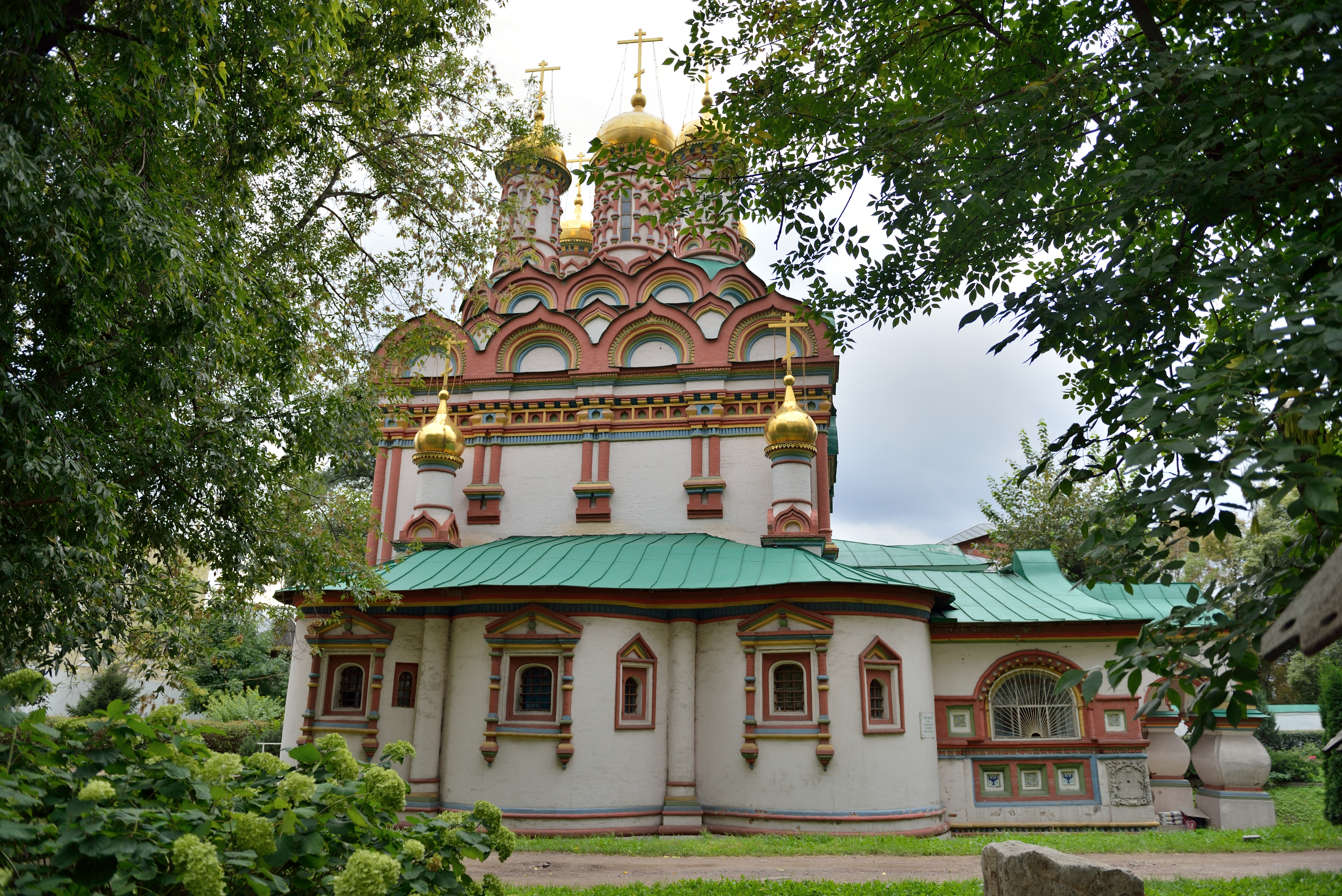
Вид со стороны Дома на набережной

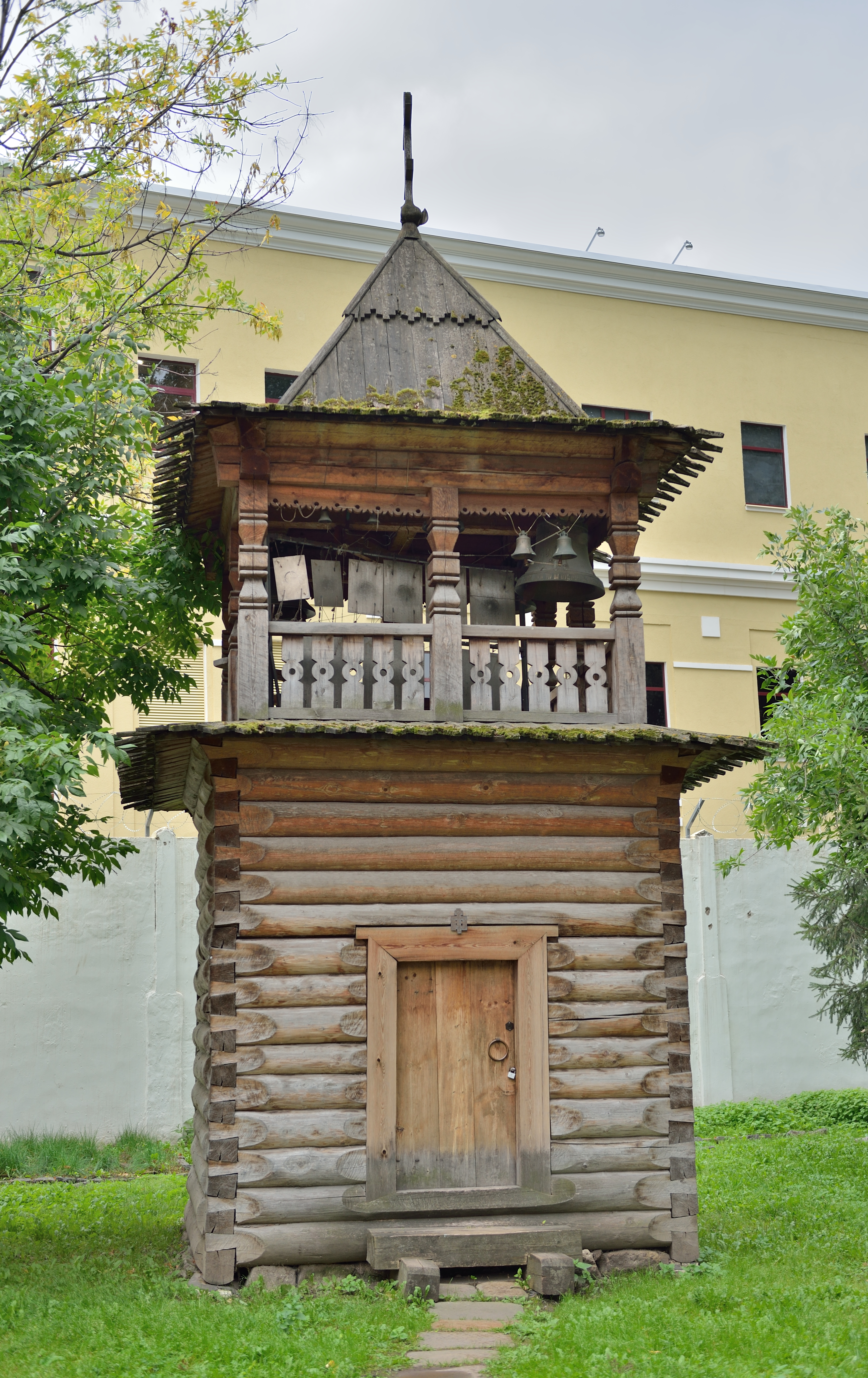
Деревянная звонница на месте снесённой

Место, на котором стоит храм, издревле было занято церковными постройками. Так, в 1390 году в этой местности значился Никольский на Болоте монастырь, там существовал деревянный храм, именуемый в летописи 1475 года «Церковь Николы на Песку, зовумая Борисова» (что указывает на принадлежности её богатому вотчиннику), а в 1625 году упоминаемая как «Великий Чудотворец Николай за Берсеневою решеткою» (в 1504 году Москва в рамках борьбы с пожарами и преступностью была поделена на участки, одним из которых управлял знатный боярин Иван Берсень-Беклемишев).
В 1650-е годы государев садовник Аверкий Кириллов начал возведение усадьбы на месте упразднённого Никольского монастыря. В 1657 году по его заказу был построен каменный храм во имя Святой Троицы с приделом во имя Николая Чудотворца. В архитектурном отношении этот храм принадлежит к новому типу московского храма середины XVII века, заложенному возведением церкви Троицы в Никитниках. Он был построен как бесстолпный четверик с колокольней и трапезной, примыкающей с севера. Храм богато оформлен, «изукрашен» — к северной трапезной примыкает крыльцо со столпами-«кубышками» и арками, украшенными «гирьками». Основной объём храма завершён рядами кокошников с килевидным верхом, кокошниками украшены также барабаны, кроме того, оформленные аркатурным поясом. Богато декорированы фасады, наличники окон, колонки и фриз. С запада был размещён спуск в нижнее помещение храма, где находилась семейная усыпальница Кирилловых. В 1694 году был освящён построенный вдовой Якова Кириллова Ириной придел во имя Казанской иконы Божией Матери. Ирина Кириллова передала церкви также двухэтажные палаты на набережной для размещения в них диакона и богадельни. Над палатами была выстроена колокольня. Кроме того, был заказан большой 200-пудовый колокол, изготовленный мастером Иваном Моториным, и пожертвованы ещё пять колоколов, массой от 115 пудов до 1 пуда 35 ¼ фунтов.
В 1775 году к храму с запада была пристроена трапезная в стиле классицизма, сильно исказившая первоначальный облик церкви. Храм горел во время пожара 1812 года, после него был восстановлен и освящён заново. Вместо выгоревшей древней трапезной в 1817—1823 годах была отстроена новая в классицистическом стиле, в ней были устроены два придела — Николая Чудотворца и преподобного Феодосия Киновиарха. Старая колокольня была разобрана «за ветхостью» между 1815 и 1820 годами (двухэтажные палаты под колокольней простояли до 1871 года, сейчас на их месте находится дом причта). В 1853—1854 годах у западной стены трапезной храма была построена новая колокольня по проекту архитектора Николая Дмитриева.
В 1925 году в палатах Аверкия Кириллова разместились Центральные государственные реставрационные мастерские, а в 1930 году храм был закрыт и осквернён. В 1930-е Борис Иофан, планировавший возведение в этом районе архитектурного ансамбля в стиле конструктивизм, добивался сноса храма. В 1932 году по заявлению от реставраторов была снесена колокольня, мешавшая хорошему освещению, но сам храм был оставлен. Алтарь Никольского придела использовался кощунниками как места общего пользования. В 1958 году в храме был размещён НИИ музееведения.
В 1970-е годы проходила реставрация храма, в ходе которой, в частности, было удалено позднее двухъярусное четырёхскатное покрытие и возвращен прежний вид ярусам кокошников, венчающим четверик.
С 1992 года в конференц-зале, расположенном в храме, каждую неделю служились молебны Николаю Чудотворцу. Сейчас храм возвращён Русской православной церкви, при нём работают воскресная школа и библиотека.
На приходе храма поддерживаются старообрядческие традиции и используются отдельные элементы дониконианского обряда (но официально приход не считается единоверческим).
Настоятелем храма является игумен Кирилл (Сахаров).

## Духовенство
- Игумен Кирилл (Сахаров) — настоятель храма[5].